# ستيفن فيلدمان
ستيفن فيلدمان (بالإنجليزية: Stephen Feldman)‏ هو مصور أمريكي، ولد في 11 سبتمبر 1944 في نيويورك في الولايات المتحدة.